# Hadrothemis
Hadrothemis is een geslacht van libellen (Odonata) uit de familie van de korenbouten (Libellulidae).

## Soorten
Hadrothemis omvat 8 soorten:
- Hadrothemis camarensis (Kirby, 1889)
- Hadrothemis coacta (Karsch, 1891)
- Hadrothemis defecta (Karsch, 1891)
- Hadrothemis infesta (Karsch, 1891)
- Hadrothemis pseudodefecta Pinhey, 1961
- Hadrothemis scabrifrons Ris, 1909
- Hadrothemis versuta (Karsch, 1891)
- Hadrothemis vrijdaghi Schouteden, 1934